# Massif du Tinguelin
Massif du Tinguelin är en bergskedja i Kamerun.   Den ligger i regionen Norra regionen, i den norra delen av landet, 700 km norr om huvudstaden Yaoundé.